# 트라브존
트라브존(튀르키예어: Trabzon) 또는 트라페준타(현대 그리스어: Τραπεζούντα)는 튀르키예 북동부 흑해 연안에 있는 도시로, 트라브존 주의 주도이다. 비단길에 자리잡은 트라브존은 수 백년 동안 종교ㆍ언어ㆍ문화가 융합되는 도시였으며, 남동쪽의 이란과 북동쪽의 러시아, 캅카스의 관문이었다. 베네치아와 제노바 상인들이 이 도시에 와서 비단, 리넨, 모직물을 팔았다. 오스만 제국 시대에 트라브존은 항구라는 중요성 덕분에 이란, 인도, 캅카스와 이어지는 무역의 거점이 되었다. 트라브존은 오랫동안 역사상 여러 나라의 근거지였는데, 1204년에서 1461년까지 비잔티움 제국의 후계국 트라페주스 제국의 수도이기도 하였다. 도시 인구는 1,254,350명이다.(2011년 기준)

## 역사
원래 트라브존은 밀레토스의 그리스인 상인들이 건설한 도시 트라페주스(Τραπεζοῦς)에서 비롯되었다. (창건 연대는 전통적으로 기원전 756년)
트라페주스는 흑해 연안을 따라 난 수많은(대략 열 곳) 밀레토스의 무역 식민시(emporia) 가운데 한 곳이었다. 다른 도시로는 시노페, 아비도스, 키지코스(다르다넬스 해협) 등이 있었다. 런던 대영 박물관에 소장된 트라페주스에서 출토된 드람(drachm) 동전으로 미루어보아 이 도시에서 초기 은행업(환전)이 이루어진 것 같다.
트라페주스의 무역 상대로는 모시노이코이 등이 있었다. 크세노폰과 "만 명"의 그리스 용병들은 페르시아에서 빠져나와 싸우면서 귀환하였는데, 이들이 처음으로 도착한 그리스 도시가 트라페주스였다.(Xenophon, Anabasis, 5.5.10) 이 도시와 이 곳 모시노이코이 사람들은 내전으로 사이가 소원해졌다. 크세노폰의 군대는 반란군과 트라페주스 편에 서서 분쟁을 해결하였다.
트라페주스는 폰토스 왕국의 미트리다테스 6세가 병합하였으며, 폰토스 함대(classica pontica)의 근거지가 되었다.

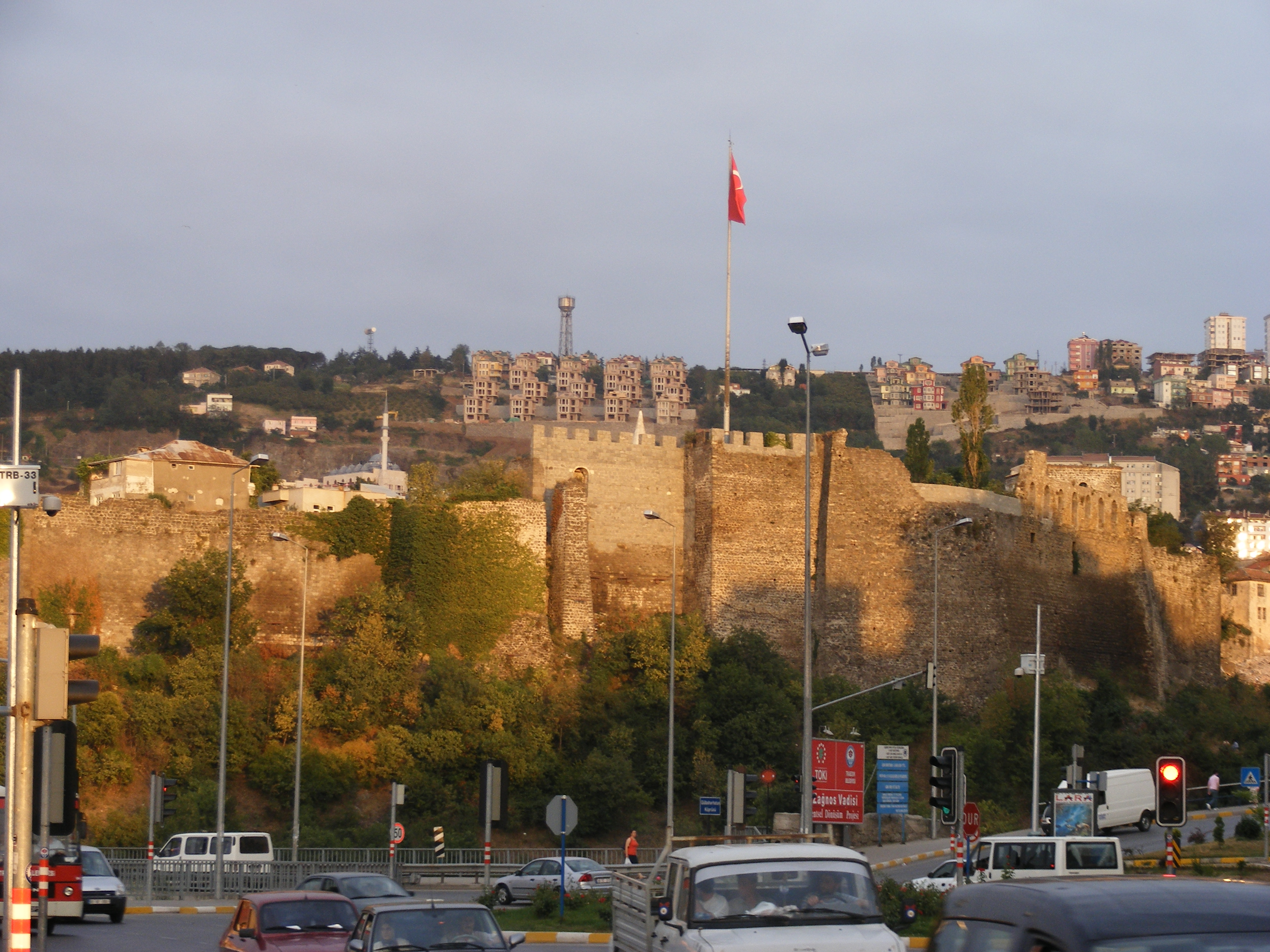
트라브존 성벽

기원전 64~65년, 폰토스 왕국이 로마 속주로 병합되자, 함대는 새로운 주인에게 넘어가 폰토스 함대가 되었다. 1세기에 로마 시대에 트라페주스는 아르메니아 국경이나 유프라테스강 상류 지역으로 가는 지가나 통로로 가는 길이 지나가는 곳으로 중요해졌다. 베스파시아누스 시대에 페르시아와 메소포타미아 쪽에서 새로운 도로가 부설되었으며, 하드리아누스는 도시 항구를 정비하였다. 현재 트라브존 항국 남쪽과 성채의 동쪽인 키즐라라 근처에 있는 파나기아 테오스케파스토스 교회 지하에 미트라 신전 한 곳이 있다. 258년 트라페주스는 고트족에 약탈당하였으며, 다시 이후 재건되었지만 8세기에서 10세기가 돼서야 교역로로 다시 중요성을 회복하였다. 10세기에 무슬림 저자들은 비잔티움의 비단을 동쪽 무슬림 국가로 선적하기 위해 트라페주스에 무슬림 상인이 자주 드나든다고 썼다. 비잔티움 제국 시대에 이 도시는 칼디아 테마의 도읍이었다.
1204년 제4차 십자군 이후 이 곳에 비잔티움 제국의 후계국인 트라페주스 제국이 조지아의 타마르 여왕의 도움으로 창건되어 트라페주스에서 흑해 연안을 지배하였다. 그러나 1461년 트라페주스 제국의 마지막 임금 다비드는 오스만 제국의 메흐메트 2세에 결국 항복하였다. 이후 메흐메트는 이 지역에 투르크인 사람들을 많이 정착시켰으나, 예부터 살던 아르메니아인, 그리스인, 라즈인 집단도 그대로 존속하였다. 오스만 제국 말기에 이 도시는 문화면에서 그리스도교의 영향이 컸으며, 부유한 상인 계급이 여러 서방 영사관을 세웠다.

### 현대사
1901년 영국에 의해 항구의 크레인이 갖춘 현대식 항구가 됐다. 트라브존은 제1차 세계 대전 기간 동안 러시아 제국군과 오스만 제국군의 전쟁 중에 가장 치열한 전투가 일어나던 곳이었다. 1916년 4월 니콜라이 니콜라예비치 대공과 니콜라이 유데니치 장군의 러시아 코카서스 군에 의해서 함락당했다.

## 지리/기후
트라브존 주는 면적 약 4,685km2이며, 리제 주, 기레순 주, 귀뮈샤네 주와 접하고 있다.
| 트라브존의 기후                                                        | 트라브존의 기후 | 트라브존의 기후 | 트라브존의 기후 | 트라브존의 기후 | 트라브존의 기후 | 트라브존의 기후 | 트라브존의 기후 | 트라브존의 기후 | 트라브존의 기후 | 트라브존의 기후 | 트라브존의 기후 | 트라브존의 기후 | 트라브존의 기후 |
| 월                                                                     | 1월             | 2월             | 3월             | 4월             | 5월             | 6월             | 7월             | 8월             | 9월             | 10월            | 11월            | 12월            | 연간            |
| ---------------------------------------------------------------------- | --------------- | --------------- | --------------- | --------------- | --------------- | --------------- | --------------- | --------------- | --------------- | --------------- | --------------- | --------------- | --------------- |
| 역대 최고 기온 °C (°F)                                                 | 27.0 (80.6)     | 30.1 (86.2)     | 35.2 (95.4)     | 37.6 (99.7)     | 38.2 (100.8)    | 36.7 (98.1)     | 37.0 (98.6)     | 38.2 (100.8)    | 37.9 (100.2)    | 33.8 (92.8)     | 32.8 (91.0)     | 26.4 (79.5)     | 38.2 (100.8)    |
| 일평균 최고 기온 °C (°F)                                               | 11.3 (52.3)     | 11.4 (52.5)     | 13.0 (55.4)     | 16.3 (61.3)     | 20.0 (68.0)     | 24.5 (76.1)     | 27.5 (81.5)     | 28.1 (82.6)     | 25.1 (77.2)     | 21.0 (69.8)     | 16.5 (61.7)     | 13.1 (55.6)     | 19.0 (66.2)     |
| 일일 평균 기온 °C (°F)                                                 | 7.7 (45.9)      | 7.5 (45.5)      | 9.2 (48.6)      | 12.2 (54.0)     | 16.4 (61.5)     | 20.9 (69.6)     | 23.8 (74.8)     | 24.4 (75.9)     | 21.1 (70.0)     | 17.2 (63.0)     | 12.7 (54.9)     | 9.5 (49.1)      | 15.2 (59.4)     |
| 일평균 최저 기온 °C (°F)                                               | 5.0 (41.0)      | 4.6 (40.3)      | 6.2 (43.2)      | 9.0 (48.2)      | 13.4 (56.1)     | 17.6 (63.7)     | 20.6 (69.1)     | 21.2 (70.2)     | 17.8 (64.0)     | 14.1 (57.4)     | 9.6 (49.3)      | 6.8 (44.2)      | 12.2 (54.0)     |
| 역대 최저 기온 °C (°F)                                                 | −7.0 (19.4)     | −7.4 (18.7)     | −5.8 (21.6)     | −2.0 (28.4)     | 4.2 (39.6)      | 9.2 (48.6)      | 11.0 (51.8)     | 13.5 (56.3)     | 7.3 (45.1)      | 3.4 (38.1)      | −1.6 (29.1)     | −3.3 (26.1)     | −7.4 (18.7)     |
| 평균 강수량 mm (인치)                                                  | 88.8 (3.50)     | 63.1 (2.48)     | 69.3 (2.73)     | 62.8 (2.47)     | 55.5 (2.19)     | 52.3 (2.06)     | 34.7 (1.37)     | 59.4 (2.34)     | 85.4 (3.36)     | 134.1 (5.28)    | 103.2 (4.06)    | 93.5 (3.68)     | 902.1 (35.52)   |
| 평균 강수일수                                                          | 13.32           | 11.91           | 14.18           | 14.09           | 13.32           | 11.73           | 7.86            | 9.91            | 11.09           | 13.36           | 11.68           | 13.05           | 145.5           |
| 평균 상대 습도 (%)                                                     | 69              | 69              | 73              | 75              | 77              | 75              | 73              | 73              | 74              | 73              | 70              | 68              | 72              |
| 평균 월간 일조시간                                                     | 71.3            | 84.8            | 99.2            | 135.0           | 170.5           | 192.0           | 176.7           | 151.9           | 147.0           | 127.1           | 105.0           | 65.1            | 1,525.6         |
| 평균 일일 일조시간                                                     | 2.3             | 3.0             | 3.2             | 4.5             | 5.5             | 6.4             | 5.7             | 4.9             | 4.9             | 4.1             | 3.5             | 2.1             | 4.2             |
| 출처 1: 튀르키예 국립기상청 (평년값: 1991년~2020년, 극값: 1927년~현재) |                 |                 |                 |                 |                 |                 |                 |                 |                 |                 |                 |                 |                 |
| 출처 2: Weatherbase                                                    |                 |                 |                 |                 |                 |                 |                 |                 |                 |                 |                 |                 |                 |

## 교통
트라브존 공항을 통해서 이스탄불 앙카라에서 접근이 가능하다.

## 관광
트라브존은 고대 그리스 시절의 유적부터 현대 터키 공화국의 역사지역 등의 다양한 관광지가 있다. 도시의 중심부인 아타튀르크 광장 주변에는 상점과 식당이 집중되어 있다.
- 쉬멜라 수도원
- 아타튀르크 광장
- 보즈테페 공원

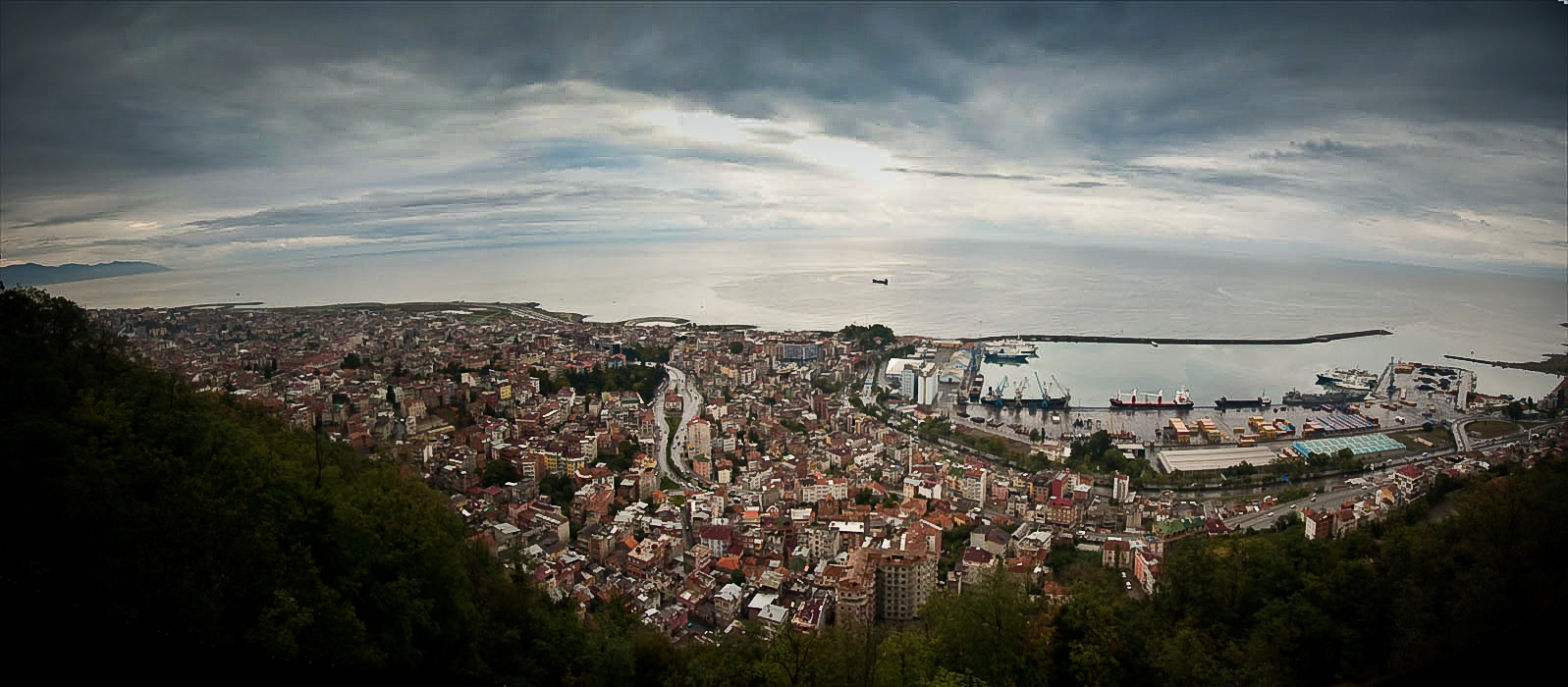
보즈테페 공원에서 본 트라브존
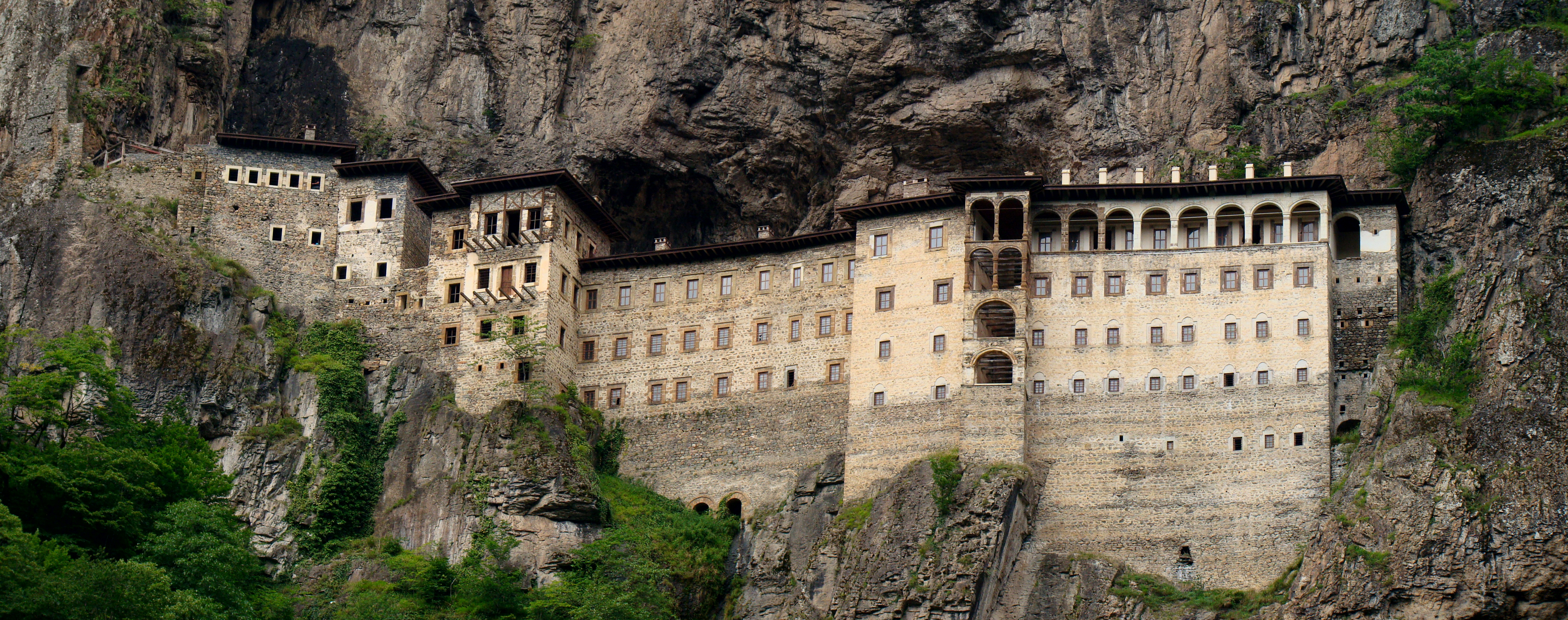
쉬멜라 수도원
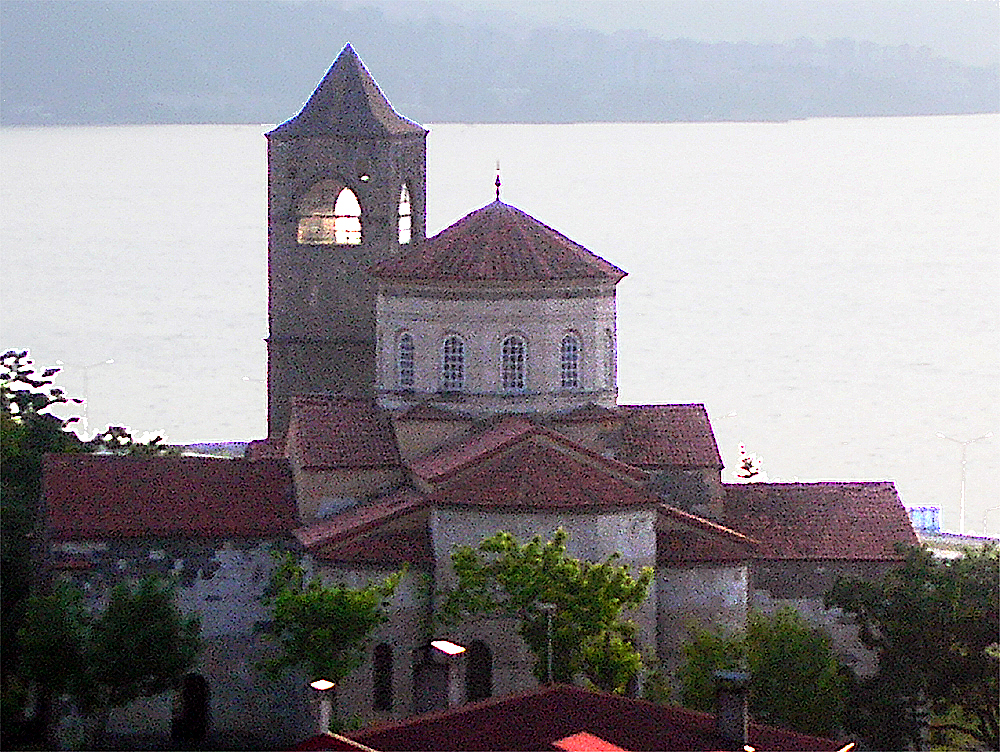
아야 소피아
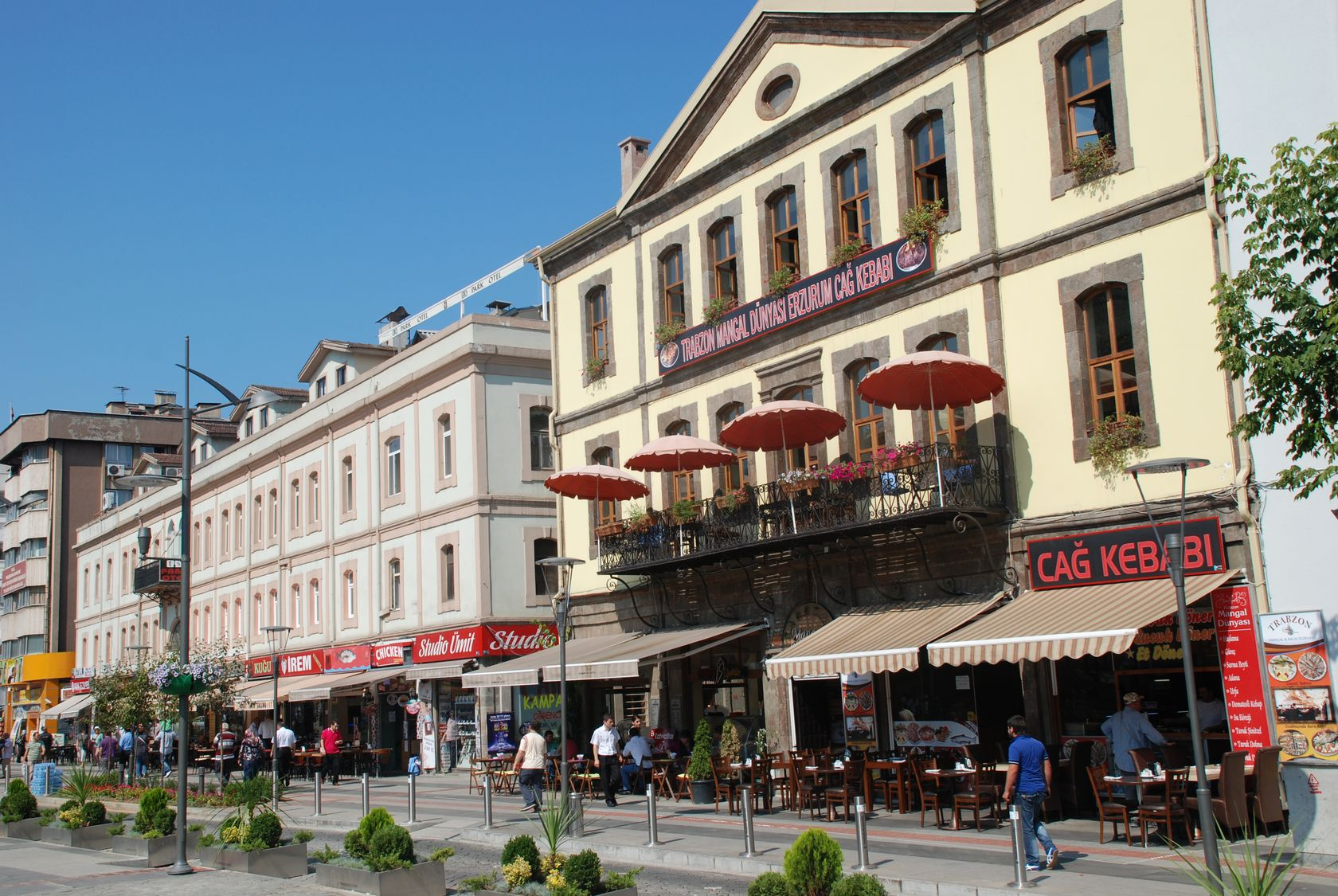
아타튀르크 광장

## 트라브존 요리
트라브존에서 가장 유명한 요리는 터키의 멸치인 함시(hamsi)이다. 트라브존은 터키의 어업 생산량의 20%를 차지한다.

## 스포츠
축구는 트라브존에서 가장 인기있는 스포츠이다. 트라브존스포르가 2010년까지 터키 슈퍼 리그에서 우승(6회)한 아나톨리아의 유일한 팀이었다. 때문에, 수십년간 지속되던 이스탄불의 빅 쓰리(페네르바체 SK, 갈라타사라이 SK, 베식타시 JK)는 트라브존스포르의 성공으로 인해, 빅 포로 이름을 수정해야 했다. 트라브존스포르는 또한 FC 바르셀로나, 애스턴 빌라 FC 등 쟁쟁한 팀들을 물리치며, 유럽 컵에서도 맹활약을 펼쳤다.
대한민국 프로축구 K리그 FC 서울에서 감독을 지냈던 세뇰 귀네슈의 고향이며, 이을용 또한 트라브존스포르에서 활약한 바 있다. 트라브존 시내에는 귀네슈 거리가 있을 만큼 귀네슈의 인기는 절대적이다.

## 자매 도시
- 러시아 소치
- 중국 르자오 시
- 헝가리 시게토바르
- 이란 라사토
- 이란 잔잔

## 같이 보기
- 아마시아
- 아나톨리아의 호랑이